# 역견
역견(酈堅, ? ~ 기원전 132년)은 전한 중기의 제후로, 진류군 고양현(高陽縣) 사람이다. 개국공신 역상의 아들이다.

## 생애
경제 중3년(기원전 147년|기원전 147), 죄를 지어 역상 때부터 이어오던 곡주후(曲周侯) 작위를 빼앗긴 형제 역기를 대신하여 목후(繆侯)에 봉해졌고, 가문을 이었다.
원광 3년(기원전 132년)에 죽으니, 시호를 정(靖)이라 하였고 작위는 아들 역수성이 이었다.

## 출전
- 사마천, 《사기》 권18 고조공신후자연표

| 전임 (첫 봉건) | 전한의 목후 기원전 147년 ~ 기원전 132년 | 후임 아들 목강후 역수성 |